# Museu Paraense Emílio Goeldi

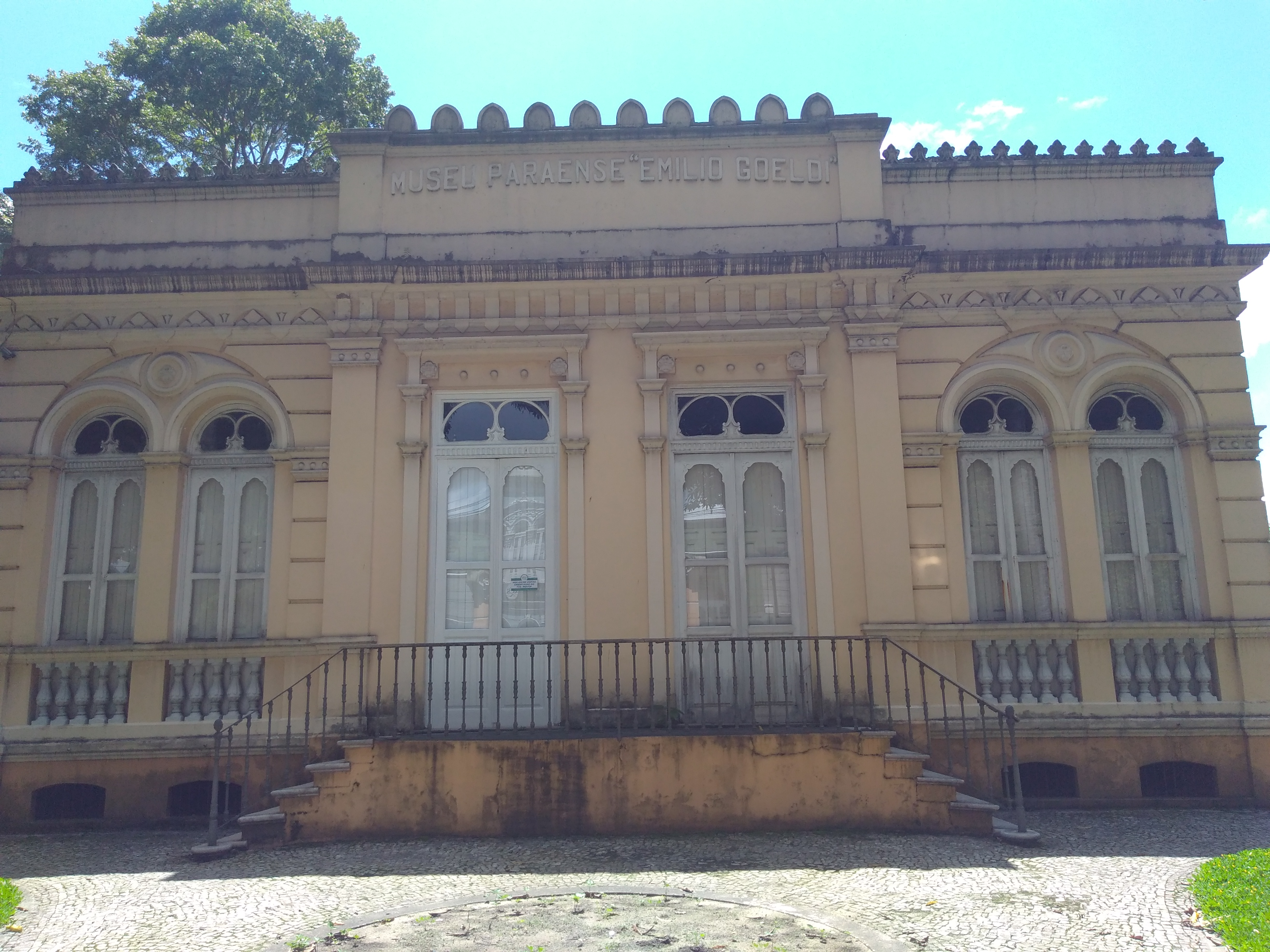
Fassade des Museu Paraense Emílio Goeldi

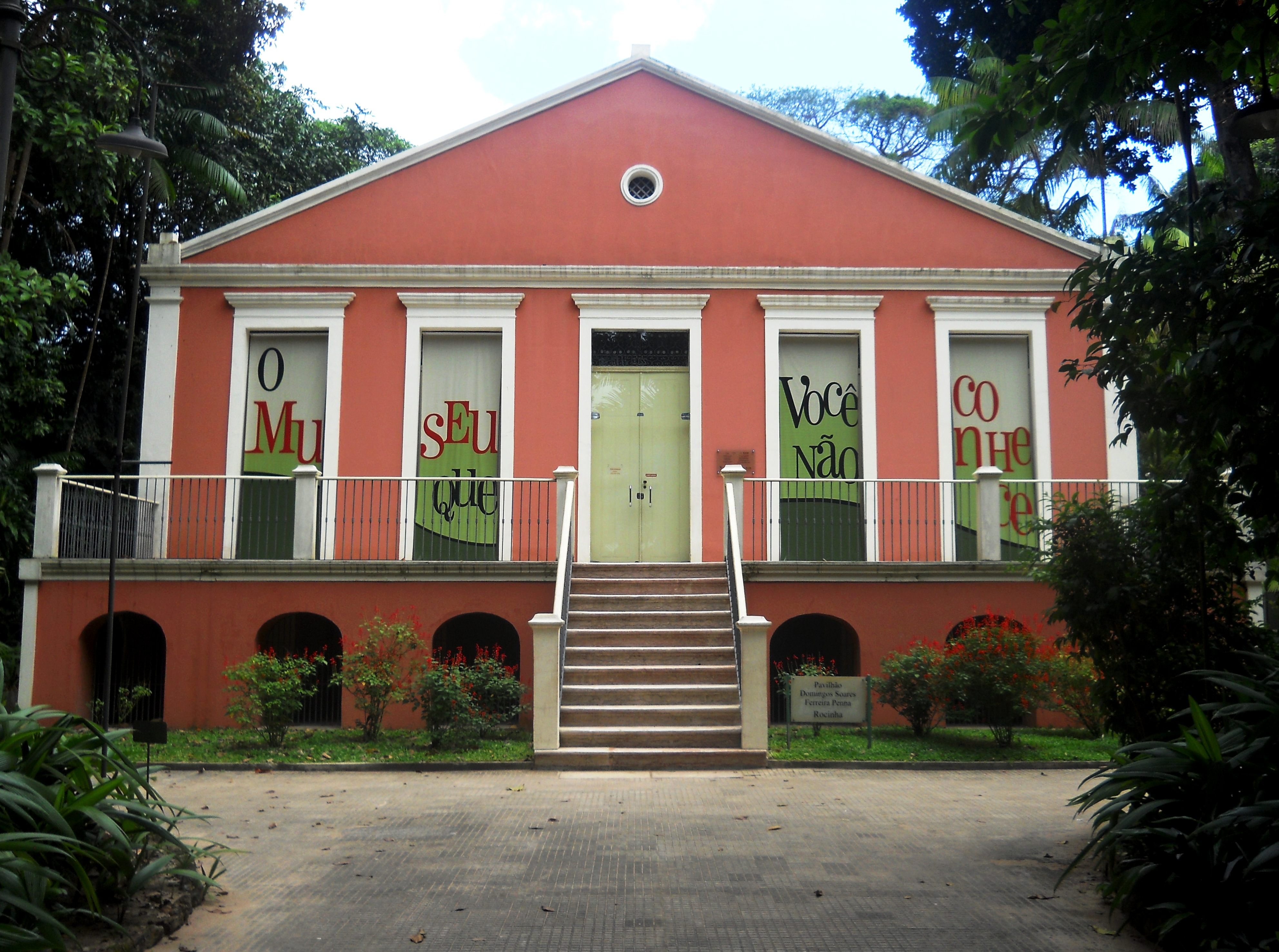
Eingang zum Parque Zoobotânico des Museu Paraense Emílio Goeldi

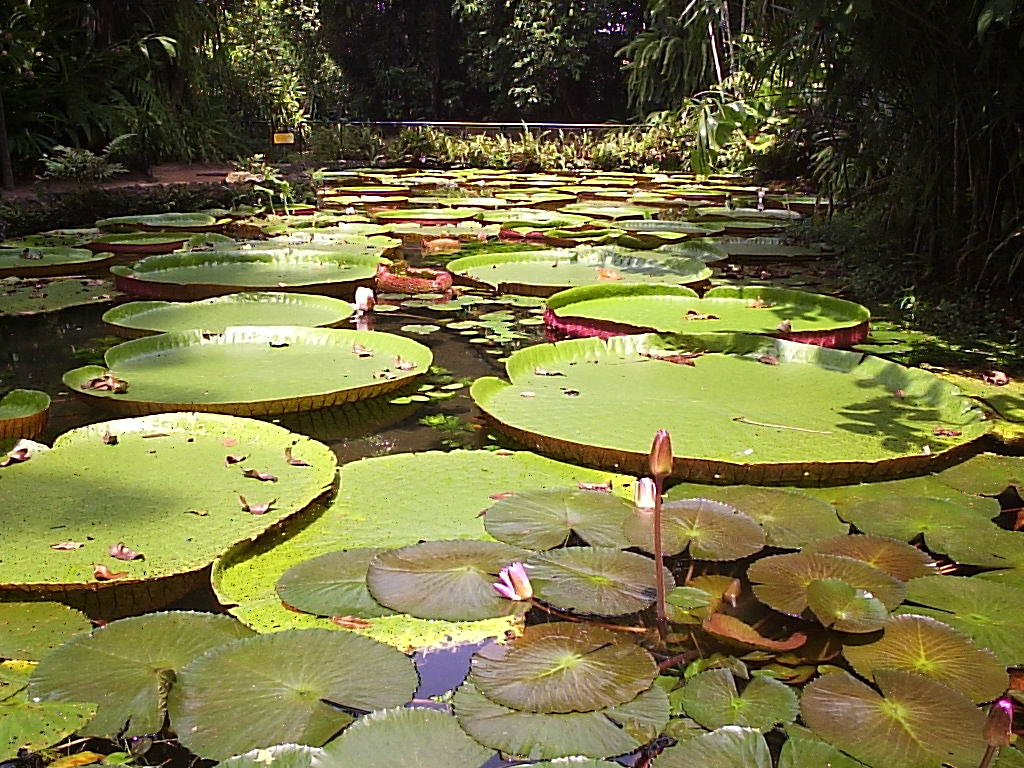
Amazonas-Riesenseerose im Parque Zoobotânico

Das Museu Paraense Emílio Goeldi (MPEG) ist eine Forschungseinrichtung und Naturkundemuseum in der Stadt Belém im brasilianischen Bundesstaat Pará. Es wurde 1866 von Domingos Soares Ferreira Penna als Associação Philomática gegründet und später zu Ehren des Schweizer Naturforschers Emil Goeldi benannt, der die Einrichtung reorganisierte und von 1894 bis 1905 ihr Direktor war. 

## Geschichte
Das 19. Jahrhundert war die Blütezeit der naturkundlichen Expeditionen in das Amazonasgebiet, als englische, deutsche, französische, italienische, amerikanische und russische Reisende in die Region kamen. Mit der Öffnung der Häfen im Jahr 1808 wurde Brasilien für Naturforscher und Künstler zugänglicher, die mit großem Enthusiasmus die Natur des Amazonas studierten und porträtierten.
Im Jahr 1866  wurde in der Stadt Belém die Associação Philomática unter dem Vorsitz von Domingos Soares Ferreira Penna als Vorläufer des späteren Museums gegründet.
Nachdem sich Belém durch die Urbanisierung zur Metropole entwickelt hatte, wurde am 25. März 1871 das Museum Paraense eröffnet. Anfangs war die Verwaltung schwierig, denn es gab nur wenig technisches Personal und keine Unterstützung für die Forschung, was dazu führte, dass die vorhandenen Sammlungen aufgrund des schlechten Erhaltungszustands verloren gingen. So beschränkte sich die wissenschaftliche Tätigkeit praktisch auf die Arbeiten Pennas selbst, der sich der Geographie, Archäologie und anderen Themen widmete. Nach seinem Tod im Jahr 1888 war das Museum nicht mehr ausreichend ausgelastet und wurde geschlossen.
Beeinflusst durch den Positivismus wurde das Museum Paraense auf Bestreben von Justo Chermont, José Veríssimo und Lauro Sodré wiedereröffnet, um die Bedeutung des Ortes für die Kultur der Region hervorzuheben. 
1893 engagierte Gouverneur Lauro Sodré den Schweizer Naturforscher Emílio Goeldi, der wegen politischer Probleme nach der Ausrufung der Republik aus dem Nationalmuseum entlassen worden war. Er war Zoologe und hatte den Auftrag, das Museum zu einem bedeutenden Forschungszentrum über das Amazonasgebiet zu gestalten.
Goeldi übernahm 1894 die Leitung des Museums, sorgte für eine Anpassung an die Standards von Geschichtsmuseen und stellte ein produktives Team von Wissenschaftlern und Technikern zusammen. Im Jahr 1895 wurde der Parque Zoobotânico gegründet, eine Ausstellung der regionalen Fauna und Flora zur Bildung und Freizeitgestaltung der Bevölkerung. Im Jahr 1896 wurde die Museumszeitschrift Boletim Científico ins Leben gerufen. Die intensive Erforschung des Amazonasgebiets begann und es wurden die ersten zoologischen, botanischen, geologischen und ethnografischen Sammlungen zusammengetragen. Friedrich Katzer war von 1895 bis 1898 für die Geologische Sammlung tätig. Goeldi stellte 1897 den aus Deutschland stammenden Maler, Fotografen, Lithographen und profunden Kenner Amazoniens, Ernst Lohse (1873–1930), ein, der im Oktober 1930, während der Revolution in Brasilien, im Garten des Museums erschossen wurde. Goeldi hatte den Direktorenposten bis 1905 inne.
Unter Goeldis Leitung erlangte das Museum internationales Ansehen und war für seine Forschungen auf geographischen, geologischen, klimatologischen, landwirtschaftlichen, faunistischen, floristischen, archäologischen, ethnologischen und musealen Gebieten bekannt. Die pädagogische Funktion des Museums wurde durch den zoologischen und botanischen Park, Veröffentlichungen, Konferenzen und Ausstellungen verstärkt. 1907, nach 13 Jahren ununterbrochener Tätigkeit in Belém, erkrankte Goeldi und zog sich in die Schweiz zurück, wo er 1917 starb. Sein Landsmann, der Botaniker Jacques Huber, übernahm 1907 in Zusammenarbeit mit Nabor da Gama junior die Leitung des Museu Paraense.
Nach der brasilianischen Revolution von 1930 wurde Carlos Estevão de Oliveira zum neuen Direktor des Museums ernannt. Im Einklang mit der von Populismus und Nationalismus geprägten Ideologie des diktatorischen Regimes von Getúlio Vargas, wurde der Parque Zoobotânico neu gestaltet und der Name der Einrichtung in Museu Paraense Emílio Goeldi geändert.
Ab 1931 wurde der Parque Zoobotânico durch regelmäßige Investitionen landesweit bekannt und beherbergte bis zu 2000 Wirbeltiere sowie Hunderte von Arten aus der Region, von denen viele selten oder wenig bekannt waren. Diese Anerkennung war dank der Subvention möglich, die die Landesregierung den Gemeinden im Landesinneren auferlegte und sie dazu verpflichtete, monatlich Tiere und einen Teil ihrer Einnahmen an das Museu Goeldi zu schicken. Viele Arten wurden in menschlicher Obhut erfolgreich gezüchtet, insbesondere Reptilien und Fische. Allein in den ersten drei Jahren der systematischen Sammlung wurden fünf neue Fischarten beschrieben, darunter eine neue Gattung.
Anfang der 1950er Jahre, während der Regierung von Präsident Eurico Gaspar Dutra, wurde das Museum zusammen mit dem in Manaus ansässigen Instituto Nacional de Pesquisas da Amazônia (INPA) dem neu gegründeten Conselho Nacional de Pesquisas (heute Conselho Nacional de Desenvolvimento Científico e Tecnológico, CNPq) eingegliedert. Am 7. Dezember 1954 unterzeichnete Olympio Oliveiro Ribeiro da Fonseca (1895–1978), der Direktor des INPA, eine Vereinbarung mit dem Gouverneur von Pará, General Alexandre Zacarias de Assumpção, wonach das Museu Goeldi für 20 Jahre vom INPA verwaltet und restauriert werden sollte. Mit dieser Maßnahme konnte das Museum, wenn auch unter Schwierigkeiten, seine wissenschaftliche Forschung intensivieren.
2018 wurde die Blindwühlenart Caecilia museogoeldi nach diesem Museum benannt.

## Aktivitäten
Derzeit verfügt das Museum über drei Standorte. Der älteste wurde 1895 auf einer Fläche von 5,2 ha errichtet und ist heute als Zoo und Botanischer Park bekannt. Dieser Standort befindet sich im Stadtzentrum von Belém und beherbergt die Direktion, die Abteilungen für Verwaltung und Museologie, die Abteilung für soziale Kommunikation und den Verlag des Museums. Der Park ist heute eines der bedeutendsten Naherholungsgebiete für die Bevölkerung von Belém und wird darüber hinaus als Instrument der Umwelt- und Wissenschaftserziehung genutzt. Er beherbergt rund 2000 in der Region heimische Bäume wie Samaúma, Acapu und Zedern sowie 600 Tiere, von denen viele vom Aussterben bedroht sind, darunter Seekühe, Hyazintharas, Arapaimas und der Jaguar. Außerdem gibt es ein Aquarium mit einer Ausstellung über Amazonasfische und aquatische Lebensräume sowie eine Dauerausstellung über das Werk von Emílio Goeldi und die ersten Sammlungen des Naturforschers. Der Park wird jährlich von über 400.000 Menschen besucht, darunter den Einwohnern von Belém und Touristen.
1980 wurde am Stadtrand ein 12 ha großer Forschungscampus eingeweiht, wohin die wissenschaftlichen Koordinationsstellen (Botanik, Zoologie, Humanwissenschaften, Geowissenschaften und Ökologie), die Bibliothek von Domingo Soares Ferreira Penna, das Archiv von Guilherme de La Penha, der Botanische Garten von Jacques Huber sowie mehrere institutionelle Laboratorien verlegt wurden.
Der jüngste Standort, die Estação Científica Ferreira Penna (ECFP), wurde 1993 auf einer Fläche von 33.000 ha im Floresta Nacional de Caxiuanã in der Gemeinde Melgaço, etwa 400 km von Belém entfernt, eingeweiht. Das Gelände wurde vom Instituto Brasileiro do Meio Ambiente e dos Recursos Naturais Renováveis (IBAMA) gestiftet und die wissenschaftliche Station wurde mit Fördermitteln der Overseas Development Administration (ODA), jetzt Foreign, Commonwealth & Development Office (FCDO) errichtet. Das ECFP ist für die Durchführung von Forschungsprogrammen und Maßnahmen zur Entwicklung der Gemeinschaft in verschiedenen Wissensbereichen zuständig und verfügt über eine hervorragende Infrastruktur für die Entwicklung der Forschung in Primärwäldern, wo Wissenschaftler aus dem In- und Ausland ihre Studien betreiben.
Seit dem Jahr 2000 gehört das Museu Paraense Emílio Goeldi nicht mehr zum CNPq, sondern ist direkt dem brasilianischen Ministerium für Wissenschaft und Technologie unterstellt.